# Ципфльбоб

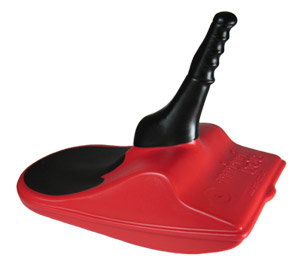
Ципфльбоб

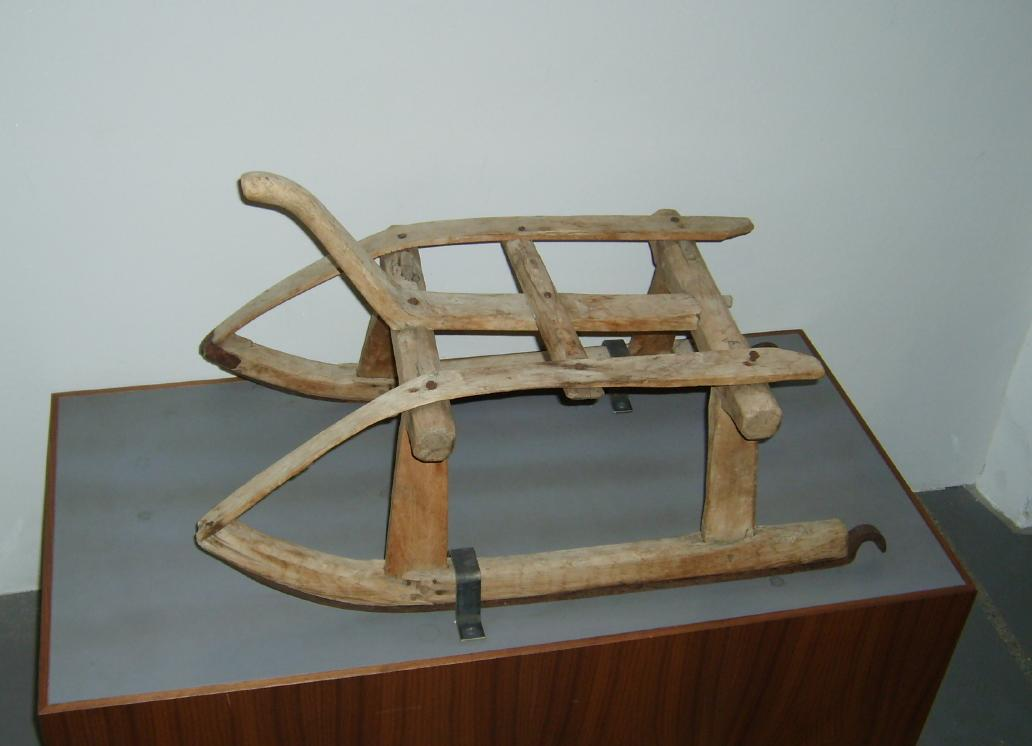
Санчата в одному з музеїв Тіролю

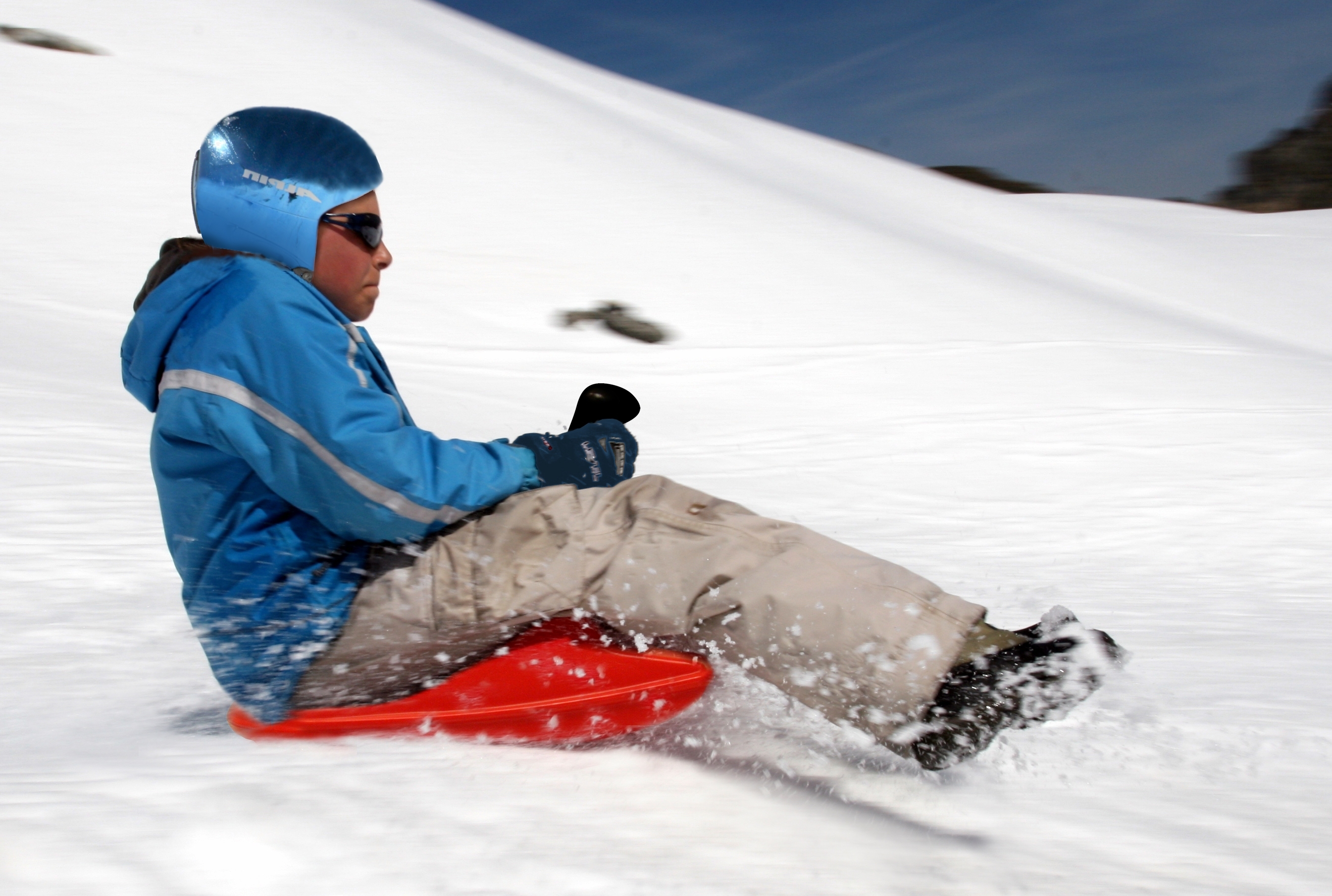
Спускання з гори на ципфльбобі

Ципфльбоб (від нім. Zipflbob, від Zipfel — «ріжок», «ручка» + Bob — «сани-боб») — прилад для катання з гір, що нагадує санки-льодянку з вертикальною ручкою. Винайдений у 1969 році австрійцями Йоганном Уттенталером (Johann Uttenthaler) і Зіґмундом Леґером (Siegmund Loeger).
Сама ідея використати вертикальну ручку для управління санями була не нова — дерев'яні санки з аналогічним приладом відомі з дуже давніх часів. В одному з етнографічних музеїв Тіролю можна побачити маленькі одномісні дерев'яні санчата з похилим ріжком попереду і двома металевими гаками на задніх кінцях полозів. При потягуванні ручки на себе гаки устромлялися у сніг, гасячи швидкість. Повертанням ручки у різні боки можна було гальмувати почергово правим і лівим полозом, керуючи тим самим санки в потрібному напрямку. Окрім того, для катання з гір колись широко використовували звичайну совкову лопату — її держак теж слугував ручкою управління.
Засновуючись на цих принципах, Уттенталер і Легер у 1969 році створили маленькі сани з ручкою, назвавши їх «мінібоб» (Minibob). Після смерті Уттенталера в 1975 році патентні права перейшли до компанії Loeger, заснованої Легером. З 1976 року вона виробляє ципфльбоби. Дизайн відтоді змінився мало — здебільшого зміни зачепили форму ручки, сидіння і виконання напису.
Ципфльбоб складається з основи, яка слугує водночас полозом і сидінням, і вертикальної ручки на узвишші посередині, який розташовується між ногами спортсмена.
З 1999 року проводяться змагання на ципфльбобах, аналогічні бобслею. У 2002 році проведено перший міжнародний чемпіонат з перегонів на ципфльбобах — Zipflbob World Series.